# Luigi Ercolani

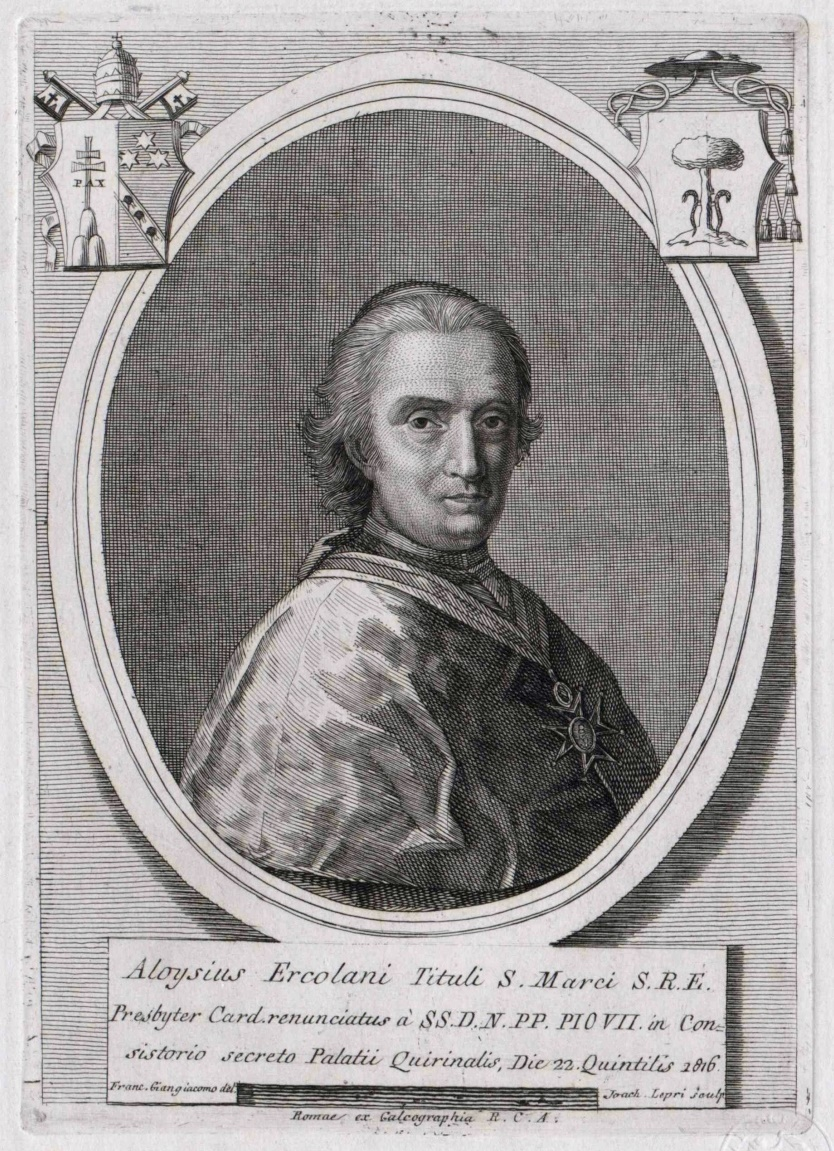
Luigi Kardinal Ercolani

Luigi Ercolani (* 17. Oktober 1758 in Foligno; † 10. Dezember 1825 in Rom) war ein italienischer Kardinal der Römischen Kirche.

## Biografie
Er wurde geboren als Sohn von Ascanio Ercolani and Lucrezia geb. Cirocchi und besuchte die Accademia dei Nobili Ecclesiastici (Seminar für Adelige) in Rom. 1796 trat Luigi Ercolani in den Regierungsdienst des Kirchenstaates ein. 1814 avancierte er zum Schatzmeister der Apostolischen Kammer (Päpstliche Finanzbehörde) und wurde im gleichen Jahr Päpstlicher Hausprälat. Er gehörte dem Klerikerstand an, war jedoch nicht zum Priester geweiht.
Ercolani wurde am 8. März 1816 von Papst Pius VII. in pectore zum Kardinal erhoben. Nachdem sein Name am 22. Juli 1816 veröffentlicht worden war, erhielt er am 23. September 1816 als Kardinaldiakon die Titeldiakonie San Marco. Am 14. April 1817 erfolgte die Ernennung zum Kardinalpriester; zuvor muss er die Priesterweihe empfangen haben.
1817 wurde er Kardinalprotektor des Karmeliterordens, 1818 Kommendatarabt von Kloster Farfa und Kloster San Salvatore Maggiore in Concerviano, 1819 Finanzverwalter der Missionskongregation Propaganda Fide sowie des Collegio Romano. Der Kardinal nahm am Konklave von 1823 teil, bei dem Papst Leo XII. gewählt wurde.
In den letzten Lebensjahren litt er an fortschreitender Lähmung, starb 1825 und wurde in seiner Titelkirche beigesetzt.